# Роман Арбитман. Биография второго президента России
«Роман Арбитман. Биография второго президента России» — альтернативно-историческая книга Льва Гурского (псевдоним Романа Эмильевича Арбитмана), впервые изданная в августе 2008 года. Биография-мистификация Романа Ильича Арбитмана.

## Сюжет
Книга стилизована под биографическое повествование. Главный герой — уроженец Саратова Роман Ильич Арбитман. В детстве он пережил столкновение с небольшим метеоритом. После окончания филологического факультета Саратовского университета он работает сельским учителем, а затем журналистом. Случайно предотвратив покушение на Бориса Ельцина в 1989 году, он становится ближайшим помощником Ельцина. Благодаря вмешательству Арбитмана бескровно разрешаются кризис 1993 года, проблема чеченского сепаратизма, сводится к нулю влияние противников Ельцина (Владимира Жириновского и Геннадия Зюганова), а сам Ельцин выигрывает выборы 1996 года.
В 1999 году Ельцин уходит в отставку и объявляет своим преемником Арбитмана. После победы на выборах Арбитман назначает премьер-министром Германа Грефа и создаёт правительство из экстрасенсов: например, главой МВД становится Ури Геллер, а главой ФСБ — Дэвид Коткин. Бизнесмен Михаил Ходорковский, обладающий способностью чувствовать месторождения нефти, садится в кресло министра топлива и энергетики. За два президентских срока Россия вступает в НАТО, решается проблема алкоголизма и, в целом, экономическое состояние стабилизируется, а международный авторитет России растёт. 31 декабря 2007 года Арбитман уходит в отставку и в 2008 году улетает на космическом корабле «Заря» в созвездие Кассиопеи, обещая вернуться через восемьдесят лет. Третьим президентом России избирается Гарик «Бульдог» Харламов.

## История публикации. Критика
Книга была опубликована тиражом 800 экземпляров в небольшом волгоградском издательстве «ПринТерра», но несмотря на это, получила большую прессу.
Критики, пытаясь подобрать точное жанровое определение, относят книгу к альтернативной биографии самого себя (Лев Данилкин), альтернативной истории, пародийной утопии, фиктивной биографии (Владимир Пузий).
Пародийное снижение действует на всех уровнях текста. По словам критика Андрея Немзера, Арбитман переосмысляет «и биографический канон вообще, и холуйские жизнеописания здравствующих политик(ано)в, и либеральные мечтания о добром фокуснике-волшебнике <…>, и хитромудрые опыты альтернативной истории». Когда автор описывает известные события 1990-х, он превращает трагедии в комические фарсы. Являясь сторонником либерализма, автор показывает способы решения проблем, отличные от тех, которые использовались в реальности. К примеру, проблема чеченского сепаратизма решается танками, но это не боевые машины, а вид японской поэзии: главный герой устраивает поэтическое соревнование между Ельциным и Джохаром Дудаевым. Это дало повод социологу Леониду Фишману назвать книгу первой в России либеральной утопией. В то же время, отмечая удачную идею книги, некоторые критики считают, что автор испортил её неудачными шутками.
Мистификация в книге начинается с обложки. В её оформлении использованы элементы известных книжных серий: «Жизнь замечательных людей» (ЖЗЛ), «Библиотека приключений», «Библиотека приключений и научной фантастики», «Литературные памятники», «Библиотека пионера и школьника», «Библиотечка военных приключений». На контртитуле можно прочесть: «Серия самых правдивых биографий. Задумана в 1833 году О. И. Сенковским и осуществлена в 2009 году Л. А. Гурским при участии Р. С. Каца». Упоминания этих имён даёт очередную подсказку, что это мистификация: Осип Сенковский был известен как литературный мистификатор, а Гурский и Кац — это псевдонимы Романа Арбитмана.
В 2011 году книга была переиздана в виде перевёртыша. С одной стороны была напечатана сама книга, с другой — книга о книге «Контрафактный президент: документальное повествование в цитатах», в которой цитируются отзывы читателей, а также данная статья Википедии. Василий Владимирский охарактеризовал «Контрафактного президента» как «вертикальный срез, дающий исчерпывающее представление об окололитературном… сообществе».

## Судебный иск
Издательство «Молодая гвардия», которое владеет товарным знаком ЖЗЛ, подало судебный иск против «ПринТерры» за незаконное, по их мнению, использование товарного знака. Автор называет иск абсурдом: «Если верить букве и духу судебного иска, инициированного московским издательством, то в 2000—2008 годах президентскую должность в России занимал герой книги — Роман Арбитман». Критик Сергей Чупринин комментирует ситуацию так: «Если этому делу будет дан судебный ход, то прости-прощай и мистификация, и пародия, и литературная игра, — всё то, без чего литература не живёт». Писатель Борис Стругацкий увидел в иске политическую подоплёку. Отрицая прямой политический заказ «сверху», он посчитал иск инициативой издательских чиновников, которые «ещё с советских времён славятся умением улавливать даже невысказанные начальственные мысли, облекать их в реальные поступки и ждать дивидендов».
«Молодая гвардия» потребовала уничтожения тиража и компенсации в размере одного миллиона рублей. По сведениям Стругацкого, в постсоветском книгоиздании это первый судебный иск, в котором не имеющая юридических прав на произведение сторона потребовала ликвидировать его из-за рисунка на переплёте. Суд продолжался около полугода. Согласно судебному решению, тираж уничтожению не подлежит, а «ПринТерра» должна выплатить «Молодой гвардии» тридцать тысяч рублей.